# Ludwig von Ostau (Minister)
Ludwig von Ostau (* 6. Oktober 1663; † 2. November 1727 in Königsberg) war ein preußischer Staatsmann.

## Leben
Ludwig von Ostau war Angehöriger des ostpreußischen Adelsgeschlechts von Ostau. Seine Eltern waren Major Ludwig von Ostau und Barbara, geb. von Ostau. Er war Erbherr auf Lablacken, Geheimer Etatminister, Kanzler und Lehnsdirektor.
Er begann seine Laufbahn 1690 als kurbrandenburgischer Kammerherr. 1696 wurde er Hauptmann zu Neuhausen und Labiau, 1706 Landesdirektor und Hauptmann zu Brandenburg. Seit 1712 war er Wirklicher Geheimer Rat und Kanzler des Königreich Preußen. 1716 wurde er Präsident des Oberappellationsgerichts. Die Reformen unter Friedrich Wilhelm I. akzeptierte er folgsam, so dass er auch nach Neuordnung der Justiz in Preußen im Amt blieb und den Vorsitz der Kommission für verbessertes Landrecht übernahm.
Mit Maria Casimira Elenore Gräfin von Schlieben (1681–1751) war er vermählt. Von ihr erwarb Friedrich Wilhelm I. 1731 das Gebäude Königsstraße 65 bis 67 in Königsberg für den persönlichen Gebrauch. Von 1810 bis 1901 befand sich dort die königliche Bibliothek.